# Kerestelek
Kerestelek település Romániában, Szilágy megyében.

## Fekvése
Szilágy megyében, Szilágysomlyótól északnyugatra, Somlyócsehi nyugati szomszédjában fekvő település.

## Története
Kerestelek az Árpád-korban is lakott hely volt. Nevét az oklevelek 1257-ben már említették Keres néven, 1400-ban Kerestelek, 1422-ben Köröstelek, 1435-ben Kereszthelek neveken került említésre.
1400-tól 1415-ig Kraszna vármegyéhez, és Kraszna várához tartozott.
1435-ben a Báthori-család tagjai pereskedtek egymással a település birtoklásáért.
1481-ben Somlyai Báthory Miklós, Zsigmond és testvéreinek birtoka és Somlyó várához tartozott, és a vár tartozéka volt még 1553-ban is.
1554-ben Báthori Szaniszlófi Farkas birtoka volt, kinek gyámja Károlyi János volt.
1681-ben Báthory Zsófia fejedelem asszony részbirtoka volt, e birtokrészeket az ingatlanokkal együtt bizonyos tartozás fejében Magyar-Véggyantai Boros László számára foglalták le.
1806-os összeíráskor a település nagyobb birtokosai voltak a báró Bánfi, Horváth, gróf Toldalagh, Ladányi, Szentmarjai, gróf Károlyi, báró Kemény, Rácz és Réner családok.
1847-ben 421 lakosa volt, ebből 1 református, 420 görögkatolikus volt.
1890-ben 695 lakosából 48 magyar, 3 német, 3 tót, 641 oláh, melyből 22 római katolikus, 630 görögkatolikus, 10 görögkeleti, 24 református, 9 izraelita. A házak száma 137.
A trianoni békeszerződés előtt Szilágy vármegye Szilágysomlyói járásához tartozott.

## Nevezetességek
- Görögkatolikus fatemploma. Anyakönyveik 1824-ben kezdődtek.